# Melitaea anticoradiata
Melitaea anticoradiata är en fjärilsart som beskrevs av De Saussure 1914. Melitaea anticoradiata ingår i släktet Melitaea och familjen praktfjärilar. Inga underarter finns listade i Catalogue of Life.